# Kirsanov
Kirsanov è una città della Russia sudoccidentale, situata sulla sponda sinistra del fiume Vorona, 95 km ad est del capoluogo Tambov; è capoluogo del rajon (distretto) Kirsanovskij, dal quale è però amministrativamente separata.

## Storia
La città venne fondata nella prima metà del XVII secolo con il nome di Kirsanovo, a sua volta derivato dal nome del primo colonizzatore della zona Kirsan Zubakin; ottenne lo status di città nel 1779, durante il regno di Caterina II.
Si sviluppò nel XIX secolo come centro agricolo e commerciale; nel 1875 venne raggiunta dalla ferrovia, lungo la linea che collegava Tambov e Saratov.
Durante la prima guerra mondiale ospitò un campo di prigionia in cui furono internati numerosi ex-soldati austro-ungarici di origine trentina e friulana (detti "Kirsanover"). Alcuni di loro, attraverso una complessa missione militare, scelsero di venire portati in Italia come cittadini "redenti".

## Società

### Evoluzione demografica
Fonte: mojgorod.ru
- 1897: 10.700
- 1926: 11.600
- 1939: 12.800
- 1959: 16.600
- 1979: 21.300
- 1989: 20.800
- 2002: 18.506
- 2008: 18.000